# Monika Bohge
Monika Bohge (née à Lüdenscheid en 1947) est une femme de lettres allemande.

## Biographie
Elle a étudié les mathématiques et la religion pour devenir professeur de ces matières. Elle a travaillé en tant que professeur pour des centres d'éducation spécial et est l'auteur de plusieurs chants spirituels. Elle a été membre du groupe TAKT.

## Ouvrage
- Ich frage mich. Strube-Verlag 1988 (Mus.: Herbert Beuerle)
- Die Geschichte von Zachäus. Strube-Verlag 1991 (Mus.: Joachim Schwarz)
- Rede nicht von deinem Glauben. 1995 (Mus.: Hartmut Reußwig)
- Du bist dabei. Strube-Verlag 2001 (Mus.: Rolf Schweizer)
- Begegnung mit dem Propheten. Strube-Verlag 2004 (Mus.: Rolf Schweizer)